# Rafael Quintas
Rafael Quintas, né le 8 mars 2008 à Lisbonne, est un footballeur portugais qui joue au poste de milieu défensif au Benfica.

## Biographie

### Carrière en club
Rafael Quintas est intégralement formé au Benfica, où il s'illustre d'abord en équipes de jeunes avec le club de championnat du Portugal, dont il porte le brassard de capitaine, après avoir signé son premier contrat professionnel au printemps 2024,.
Lors de la saison 2024-25, à seulement 16 ans, il prend déjà part à 2 matchs de Youth League, les victoires contre Feyenoord, et Bologna,.

### Carrière en sélection
Rafael Quintas est international junior avec l'équipe du Portugal des moins de 17 ans à partir de septembre 2024.
Il est convoqué avec l'équipe du Portugal des moins de 17 ans pour participer au Championnat d'Europe des moins de 17 ans qui a lieu en mai et juin 2025. Capitaine de son équipe, Quintas s'illustre rapidement en ouvrant le score lors du match d'ouverture face à l'Albanie, les hôtes du tournois.
Le Portugal atteint la finale de la compétition après l'avoir emporté au tirs au but face à l'Italie (après un match nul 2-2). Les lusitaniens remportent ensuite la compétition en s'imposant 3-0 contre la France en finale,,,.
Joueur clé d'une équipe qui a brillé par son collectif, Rafael Quintas est nommé meilleur joueur du tournoi, dont il a disputé tous les matchs comme titulaire,,,.

## Palmarès
Portugal -17 ans
- Championnat d'Europe
  - Champion en 2025